# Vue de Bretagne
Vue de Bretagne – ou L'Été – est un tableau réalisé par le peintre français Henri Rousseau en 1906. Cette huile sur toile est un paysage représentant trois femmes et des animaux de ferme sous deux grands arbres. Elle constitue ce faisant une copie dans le style naïf typique de l'artiste d'une œuvre de Camille Bernier figurant Bannalec, dans le Finistère. Elle est conservée au musée d'Art McNay, à San Antonio, au Texas, dans le Sud des États-Unis. Il en existe par ailleurs une seconde version datée de 1907 qui a été exposée au Salon des indépendants cette même année.

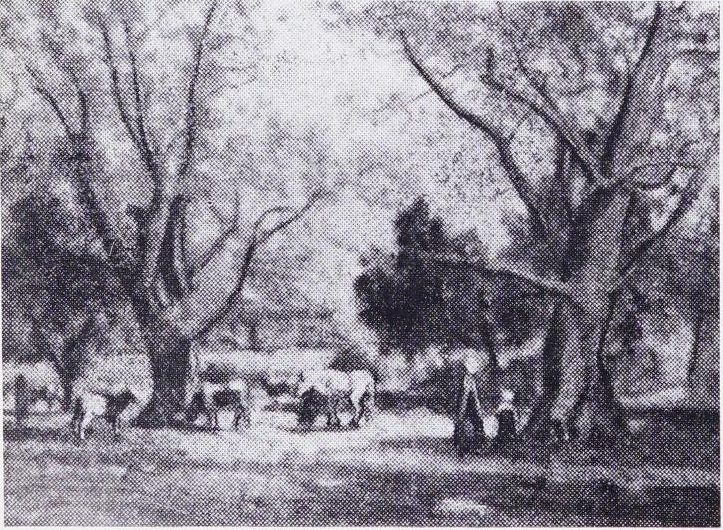
Reproduction en noir et blanc de la vue de Bannalec par Camille Bernier qu'Henri Rousseau a copiée pour peindre sa Vue de Bretagne.